# Adalbert Beck

Adalbert Beck

Adalbert Beck (* 17. Oktober 1863 in Langendorf, Landkreis Neisse; † 15. Februar 1946 in Neiße) war ein deutscher Politiker (Zentrum).

## Leben und Wirken
Beck wurde als Sohn eines Kleinbauern geboren. Nach der Ausbildung am Lehrerseminar in Ziegenhals arbeitete er einige Jahre lang als Volksschullehrer. 1904 wurde er Direktor der Genossenschaftsbank des Schlesischen Bauernvereins in Neiße. 1919 übernahm Beck ein Freigut in Oppersdorf im Kreis Neiße. Daneben amtierte er als stellvertretender Verbandsrektor des Verbandes schlesischer ländlicher Genossenschaften.
Spätestens in der Zeit der Weimarer Republik begann Beck sich politisch zu betätigen: Von Dezember 1924 bis November 1933 gehörte er für die katholische Zentrumspartei dem Reichstag als Abgeordneter für den Wahlkreis 9 (Oppeln) an. Seit 1925 war er zudem Mitglied des Oberschlesischen Provinziallandtages. Während seiner Abgeordnetenzeit im Reichstag stimmte Beck unter anderem für das von der Regierung Hitler eingebrachte Ermächtigungsgesetz vom 24. März 1933, das die juristische Grundlage für die Errichtung der NS-Diktatur bildete.